# Eunidia discounivittata
Eunidia discounivittata är en skalbaggsart som beskrevs av Stefan von Breuning 1953. Eunidia discounivittata ingår i släktet Eunidia och familjen långhorningar. Inga underarter finns listade i Catalogue of Life.